# Trevon Wesco
Trevon Wesco (Martinsburg, 12 settembre 1995) è un giocatore di football americano statunitense che milita nel ruolo di tight end per i Las Vegas Raiders della National Football League (NFL).

## Carriera

### New York Jets
Wesco fu scelto nel corso del quarto giro (121º assoluto) del Draft NFL 2019 dai New York Jets. Debuttò come professionista subentrando nella gara del primo turno contro i Buffalo Bills senza fare registrare alcuna ricezione. Nella settimana 5 contro i Philadelphia Eagles disputò la prima partita come titolare. La sua prima stagione si chiuse disputando tutte le 16 partite, con 2 ricezioni per 47 yard.

### Chicago Bears
Il 31 agosto 2022 Wesco firmò con i Chicago Bears. In stagione collezionò 14 presenze, di cui una come titolare, con due ricezione per 26 yard.

### Tennessee Titans
Il 31 marzo 2023 firmò un contratto annuale con i Tennessee Titans. Giocò 15 partite, una come titolare, mettendo a tabellino una sola ricezione.

### Las Vegas Raiders
Il 22 ottobre 2024 firmó per la squadra di allenamento dei Las Vegas Raiders.